# Kakkalapalle
Kakkalapalle es una  ciudad censal situada en el distrito de Anantapur en el estado de Andhra Pradesh (India). Su población es de 30128 habitantes (2011). Se encuentra a 3 km de Anantapur y a 183 km de Bangalore. 

## Demografía
Según el censo de 2011 la población de Kakkalapalle era de 30128 habitantes, de los cuales 15654 eran hombres y 14474 eran mujeres. Kakkalapalle tiene una tasa media de alfabetización del 66,43%, inferior a la media estatal del 67,02%: la alfabetización masculina es del 75,59%, y la alfabetización femenina del 56,55%.